# Batalha de Bucha
A Batalha de Bucha fez parte da ofensiva de Kiev na invasão russa da Ucrânia em 2022 pelo controle da cidade de Bucha. Os combatentes eram elementos das Forças Armadas Russas e Forças Terrestres Ucranianas. A batalha durou de 27 de fevereiro de 2022 a 31 de março de 2022 e terminou com a retirada das forças russas. A batalha foi parte de uma tática maior para cercar Kiev, a capital da Ucrânia.
As forças armadas da Ucrânia não resistiram ao avanço russo nos subúrbios ocidentais da capital de Irpin, Bucha e Hostomel. Bucha estava entre os locais que a Administração Estatal do Oblast de Kiev nomeou como os lugares mais perigosos do Oblast de Kiev . Depois que as forças russas abandonaram a cidade de Bucha, relatos de atrocidades cometidas pelos militares russos atraíram a atenção internacional.

## Prelúdio
Em 25 de fevereiro, as forças russas avançaram no subúrbio de Hostomel e seu aeroporto do noroeste depois de romper parcialmente as defesas ucranianas em Ivankiv, capturando o aeroporto e estabelecendo uma base na cidade. Embora ainda houvesse resistência ucraniana em andamento em Hostomel, as forças russas começaram a avançar para o sul para capturar as cidades vizinhas de Irpin e Bucha com o objetivo de cercar Kiev. Mais tarde naquele dia, soldados russos foram vistos saqueando um prédio de apartamentos perto de Bucha.

## Batalha

### Luta inicial

#### Fevereiro
Em 27 de fevereiro, as forças terrestres russas avançaram para Bucha. A força russa era composta por paraquedistas, tanques, unidades de engenharia militar e reservas do 36º Exército de Armas Combinadas. A força russa também tinha unidades da Unidade Especial de Resposta Rápida (SOBR) e da Unidade Móvel de Propósito Especial (OMON), duas forças policiais especiais dentro da Guarda Nacional da Rússia. A artilharia russa bombardeou a cidade, danificando vários edifícios e infraestruturas. Alguns moradores perderam o acesso a água, gás e eletricidade devido ao bombardeio.
Alguns elementos da força russa conseguiram romper Bucha e avançaram em direção à cidade vizinha de Irpin. Uma unidade blindada russa foi registrada atacando um memorial para o memorial da Guerra no Afeganistão em Bucha; o memorial tem a forma de um APC. Andriy Tsaplienko, um jornalista ucraniano, relatou mais tarde que as forças russas atacaram um veículo civil, matando um homem e ferindo outro.

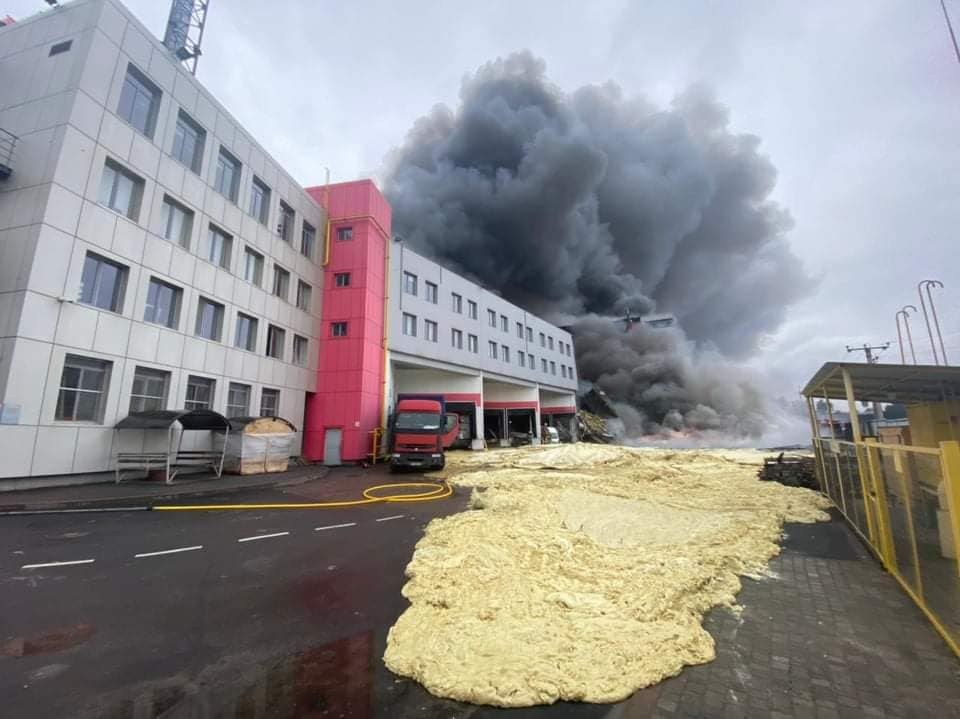
Um edifício industrial na vila de Chaiky, perto de Bucha, que continha espuma de spray, é atingido por um míssil russo

As forças ucranianas usaram bombardeios de foguetes, artilharia e ataques aéreos para deter os avanços russos em Bucha. O Serviço de Comunicações Especiais do Estado da Ucrânia informou que a artilharia ucraniana havia bombardeado um comboio de veículos blindados russos, com o governo ucraniano alegando que mais de 100 unidades de equipamento russo foram destruídas. As forças ucranianas destruíram uma ponte que ligava Bucha e Irpin, matando um oficial da OMON e impedindo que as forças russas avançassem para Irpin.
Oleksiy Arestovych, um oficial ucraniano, afirmou que alguns moradores de Bucha começaram a lutar contra as forças russas, jogando coquetéis molotov em veículos e soldados russos. Anton Herashchenko, outro funcionário do governo ucraniano, afirmou que os moradores atacaram uma coluna de veículos blindados russos, incendiando pelo menos um veículo.
Mais tarde, em 27 de fevereiro, as autoridades ucranianas alertaram os moradores de Bucha para não entrarem nos ônibus que estavam saindo da cidade, pois as autoridades ucranianas não haviam iniciado nenhum procedimento de evacuação. Autoridades ucranianas alegaram que era parte de um plano das forças russas, em que os russos usariam os civis como escudos humanos seguindo atrás dos ônibus, a fim de entrar em Kiev.
Em 28 de fevereiro de 2022, as forças ucranianas engajaram e destruíram uma coluna blindada russa em Bucha. Anatoliy Fedoruk, o prefeito de Bucha, publicou um vídeo mostrando veículos russos fumegantes. Fedoruk afirmou que os ucranianos não sofreram baixas na escaramuça.

#### Marçor
Em 1º de março, fotos de equipamentos russos destruídos e abandonados começaram a circular pela mídia ucraniana, com alguns descrevendo Bucha como "um cemitério para os equipamentos russos destruídos".
Em 2 de março de 2022, o governo ucraniano começou a enviar ajuda humanitária para Bucha. No dia seguinte, a Administração Estatal de Kiev Oblast anunciou evacuações em Bucha e Irpin. Mais de 1.500 mulheres e crianças foram evacuadas de trem, enquanto 250 foram evacuadas de ônibus. Autoridades ucranianas relataram que as evacuações foram complicadas, pois alguns trilhos de trem foram destruídos durante os combates.
Mais tarde, em 3 de março, as forças terrestres ucranianas anunciaram que as forças ucranianas recapturaram Bucha, postando um vídeo de soldados ucranianos levantando a bandeira ucraniana perto do prédio do conselho da cidade. Equipes de emergência ucranianas restauraram a eletricidade na cidade. As forças russas continuaram a lutar dentro de Bucha e foram repelidas pelas forças ucranianas e empurradas para os arredores da cidade.
Em 4 de março de 2022, Fedoruk confirmou que a cidade permanecia sob controle ucraniano, apesar das forças russas lançarem ataques continuamente. As forças russas mataram três civis ucranianos desarmados que tinham acabado de entregar ração para um abrigo de cães e estavam voltando para casa em um carro.
Em 5 de março de 2022, as forças russas continuaram a atacar Bucha. Mais tarde, Arestovych afirmou que as forças russas haviam recapturado Bucha e Hostomel e não estavam permitindo que os civis evacuassem. Por volta das 7h15 daquele dia, dois carros que transportavam duas famílias foram vistos por soldados russos que abriram fogo contra o comboio, matando um homem no segundo veículo. O carro da frente foi atingido por tiros, incendiando-o e matando duas crianças e sua mãe.
Em 6 de março de 2022, a Rússia intensificou o bombardeio da cidade, resultando em algumas baixas civis. A Câmara Municipal de Bucha informou que os civis estavam se refugiando em porões e que a cidade não conseguia receber ajuda humanitária devido aos constantes bombardeios. A Rádio Svoboda informou que a cidade ocupada estava ficando sem suprimentos e que soldados russos estavam matando civis. No dia seguinte, as forças russas implantaram três unidades blindadas em Bucha, em preparação para um avanço em direção a Irpin. Mais tarde, Volodymyr Karplyuk, o ex-prefeito de Irpin, afirmou que as forças russas destruíram o Glass Plastic and Fiber Research Institute em Bucha, liberando fumaça de acetona e outros produtos químicos.
Em 8 de março de 2022, Fedoruk afirmou que as forças ucranianas ainda estavam lutando em Bucha e conseguiram recuperar o território. Ele também afirmou que as forças russas detinham o controle de todas as principais rodovias da cidade, intensificaram os bombardeios e não permitiram que os moradores de Bucha deixassem suas casas. Mais tarde, em 8 de março, os ocupantes russos permitiram que os civis saíssem por um período limitado de tempo para remover corpos e cozinhar alimentos. A cidade ainda não tinha eletricidade, pois as forças russas mantinham todas as subestações elétricas.
Em 9 de março de 2022, as forças ucranianas conduziram uma evacuação em larga escala em Kyiv Oblast, inclusive em Bucha. Até 20.000 civis foram evacuados em Kiev Oblast. A Administração Estatal de Kiev Oblast descreveu a situação em Bucha como tensa em meio aos combates e evacuação.
Em 12 de março de 2022, a Câmara Municipal de Bucha anunciou que as forças russas haviam ocupado totalmente a cidade. O conselho afirmou que a força russa não permitiria que os moradores saíssem de suas casas e às vezes atirava em civis. Apesar da tomada, alguns civis conseguiram evacuar com sucesso da cidade em um comboio de 20 ônibus.

### Controle russo
Em 13 de março, os moradores enterraram 67 pessoas em uma vala comum perto de uma igreja em Bucha. Os enterrados foram mortos pela artilharia russa, e alguns corpos não puderam ser identificados. Mais tarde, alguns soldados russos foram vistos saqueando casas na cidade.
Em 15 de março, as forças russas começaram a ocupar a prefeitura e capturaram funcionários no prédio. Os civis foram libertados no dia seguinte. Enquanto isso, Obozrevatel publicou um vídeo mostrando veículos blindados russos abandonados estacionados em calçadas e garagens residenciais.
Em 16 de março, de acordo com os militares ucranianos, suas forças lançaram um contra-ataque contra locais controlados pelos russos ao redor de Kiev, inclusive em Bucha.
Em 22 de março, o chefe da Administração Militar Regional de Kiev, Oleksandr Pavlyuk, afirmou que Bucha e Hostomel estavam sob o controle do exército russo e que nenhuma ação ofensiva ucraniana poderia ser realizada naquele momento. A principal tarefa dos militares ucranianos era impedir que as forças russas cruzassem o rio Irpin.

### Ucrânia recupera o controle

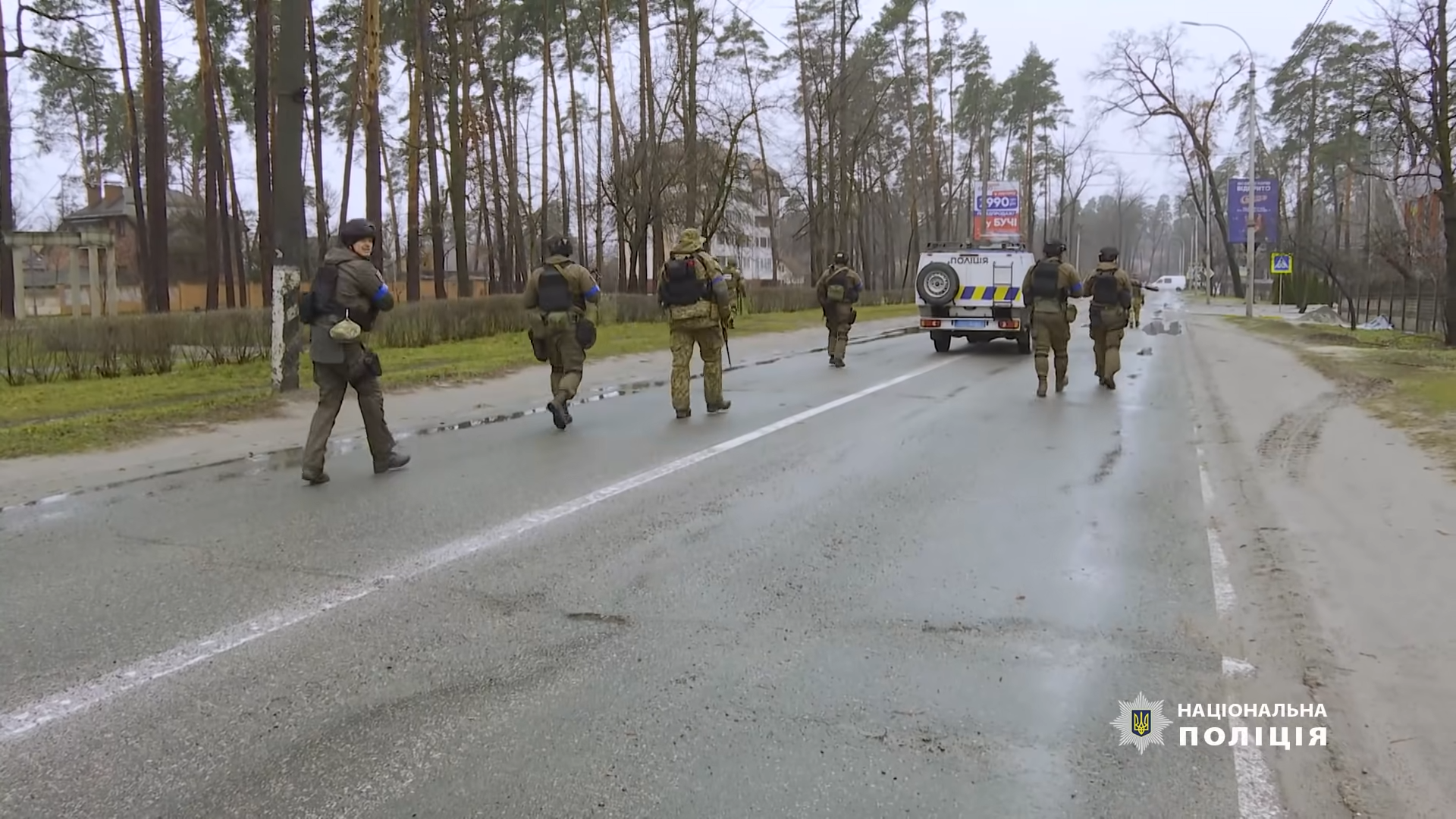
Polícia ucraniana entra em Bucha para retomar ordem em 2 de abril

Em 29 de março, o vice-ministro da Defesa russo, Alexander Fomin, anunciou que os militares russos reduziriam sua atividade perto de Kiev e Chernihiv. Em 31 de março, as forças ucranianas estavam se movendo para Bucha em meio a uma retirada geral russa na área, resultando em intensos combates com tropas russas locais.
No dia seguinte, Oleksandr Pavliuk, chefe da administração militar ucraniana para a região de Kiev, anunciou que o distrito de Bucha havia sido retomado. Segundo ele, as tropas russas tentavam recuar, enquanto os ucranianos continuavam a atacá-los. O combate continuou ao norte de Bucha e no eixo Hostomel-Bucha-Vorzel.  Enquanto isso, o prefeito Anatolii Fedoruk e o Instituto para o Estudo da Guerra relataram que Bucha havia sido totalmente retomada das forças russas em 31 de março.

## Massacre
Depois que as forças ucranianas recuperaram o controle de Bucha, começaram a circular relatos e testemunhos de crimes de guerra cometidos pelos militares russos. Jornalistas da Agence France-Presse encontraram 20 corpos caídos em uma rua em Bucha. Pelo menos um deles estava com as mãos amarradas e todas as vítimas eram do sexo masculino. Segundo o prefeito Anatoly Fedoruk, cerca de 280 pessoas foram enterradas em uma vala comum.
The Guardian informou que depois que as forças ucranianas recapturaram Kyiv Oblast, "[eles] foram recebidos com uma devastação chocante ao retornar à área: corpos nas ruas, evidências de execuções de civis, valas comuns e crianças assassinadas".
De acordo com The Times e The Washington Post, dezoito corpos mutilados de homens, mulheres e crianças assassinados foram encontrados em um porão. Os corpos apresentavam provas de tortura; orelhas cortadas e dentes arrancados. Cadáveres de outros civis mortos foram deixados na estrada, supostamente alguns deles presos com explosivos por soldados russos como iscas antes de recuarem.
Moradores e o prefeito da cidade confirmaram que as vítimas foram mortas por tropas russas. Muitas das vítimas pareciam estar fazendo suas rotinas diárias, passeando com cães ou carregando sacolas de compras. Os corpos estavam inteiros, indicando que haviam sido baleados, em vez de mortos por munições explosivas. As imagens mostraram civis mortos, com as mãos amarradas. Outras imagens mostraram um homem morto, ao lado de sua bicicleta. Animais de estimação e outros animais foram baleados.
As evidências pareciam indicar que os russos haviam escolhido civis ucranianos e os matado de forma organizada, com muitos de seus corpos em particular encontrados mortos com as mãos amarradas nas costas. Em 2 de abril, um repórter da AFP afirmou ter visto pelo menos vinte corpos de civis caídos nas ruas de Bucha, com dois dos corpos de mãos amarradas, implicando uma execução sumária. Fedoruk disse que todos esses indivíduos foram baleados na parte de trás da cabeça.
Moradores, conversando com a Human Rights Watch após a retirada das forças russas, descreveram o tratamento das pessoas na cidade durante a curta ocupação: soldados russos foram de porta em porta, questionando as pessoas, destruindo seus pertences e saqueando suas roupas para usá-las. Civis foram alvejados ao sair de suas casas para comida e água, e seriam obrigados a voltar para suas casas ocupando as tropas russas, apesar da falta de necessidades básicas, como água e aquecimento, devido à destruição da infraestrutura local.
Snipers dispararam contra civis. Veículos armados russos disparavam aleatoriamente contra prédios da cidade. As tropas russas recusaram ajuda médica aos civis feridos. Uma vala comum foi cavada para as vítimas locais e as tropas de ocupação realizaram execuções extrajudiciais.
A CNN, a BBC e o Bild divulgaram documentações em vídeo de vários cadáveres de civis deitados nas ruas e quintais de Bucha, alguns deles com braços ou pernas amarrados. As atrocidades em Bucha, incluindo pelo menos um caso de execução sumária, também foram documentadas Human Rights Watch.